# Licht und Finsternis
Licht und Finsternis, auch bekannt unter dem Titel Die Liebe einer Blinden,  ist ein österreichisches Stummfilmmelodram aus dem Jahre 1917 mit Magda Sonja in einer ihrer ersten Kinorollen.

## Handlung
Komtess Maja Kövesy ist bereits in jungen Jahren erblindet, und ihr Augenarzt macht ihr wenig Hoffnung, dass sich je daran etwas ändern könnte. Als letzten Ratschlag empfiehlt der Doktor den alten Grafen Kövesy, ihrem Vater, die Überstellung Majas in das Blindenasyl von Professor Worringen. Die dort gemachten Augenuntersuchungen geben wenig Anlass zur Hoffnung. Worringen und sein Assistenz Dr. Kellinghaus sind jedoch dabei, ein Serum zu entwickeln, das bei manchen Patienten Heilung verspricht. Maja fühlt sich mit jedem Tag wohler in dem Blindenheim und beginnt aus Dankbarkeit auch tiefe Liebe zu Prof. Worringen zu entwickeln. Dieser erfährt erst von ihrer Zuneigung, als er zufällig einen Blick in ihr Tagebuch wirft, wo sie ihre intimsten Gedanken niederschreibt. Daraufhin begibt sich der Professor zum alten Grafen und bittet um die Hand seiner Tochter. Es kommt zur Hochzeit zwischen Maja und Worringen.
Eines Tages ist der Moment gekommen, als der Professor und Kellinghaus das Serum erfolgreich zur Produktionsreife entwickelt haben. Bereits der erste Test an einer Blinden führt zu einem herausragenden Ergebnis. Daraufhin behandelt Majas Gatte weitere Patienten und hält vor dem einen oder anderen Fachpublikum Vorlesungen über seine Forschungsergebnisse. Aus für alle Beteiligten unerfindlichen Gründen lehnt es Prof. Worringen jedoch kategorisch ab, seine eigene Frau zu behandeln – so als wolle er, dass sie ewig blind bleibe. Als Grund gibt er vor, dass er befürchte, dass Maja diesen Eingriff nicht überstehen könne. Während der Abwesenheit ihres Gatten bittet Maja daher Dr. Kellinghaus, den Eingriff bei ihr vorzunehmen. Da der junge Arzt Majas tiefe Verzweiflung spürt, erfüllt er ihr schließlich den Wunsch. Und tatsächlich: Maja kann wieder sehen.
Nun aber erschrickt sie zutiefst, als sie ihren sehr viel älteren Gatten das erste Mal sieht: Er ist so fürchterlich hässlich! Worringen ahnte ihre Reaktion voraus und wollte ihr daher nicht das Augenlicht zurückgeben. Fortan ist Maja unglücklicher als je zuvor und heult sich an Kellingshaus‘ Brust aus. Warum habe er ihr sie bloß wieder sehen machen lassen?! wirft sie ihm vor. Der junge Arzt ist ungleich attraktiver als der alte Professor, und Worringen sieht, dass er bei Maja auf Dauer keine Chance gegenüber Kellinghaus haben werde. Er beschließt daraufhin, seinem Leben ein Ende zu bereiten, steigt auf einen hohen Berg und stürzt sich vom Gipfel in die Tiefe. In der Nähe des Blindenasyls in lichter Höhe wird dem altruistischen Professor ein kleines Grabmal errichtet, zu dem fortan zahllose wieder Sehende hinpilgern. Kellinghaus und Maja, von starken Schuldgefühlen gepeinigt, stürzen sich fortan in die Arbeit, die Worringen zurückgelassen hat, um dessen Werk zu vollenden. Erst nach einer angemessenen Trauerzeit finden beide endgültig zueinander und werden ein Paar.

## Produktionsnotizen
Licht und Finsternis wurde auf einer Wiener Filmschau im August 1917 erstmals vorgeführt. Die offizielle Uraufführung erfolgte in Wien am 23. November 1917. Der Vierakter besaß eine Länge von 1650 Meter, eine gekürzte Fassung von 1521 Meter kam später erneut in die Kinos.

## Kritik
„Dieses kolossale, bedeutende Filmwerk zeichnet sich vor allem durch eine prachtvolle, gehaltvolle Handlung aus, die edles Denken und Empfinden, gepaart mit großen geistigen Fähigkeiten offenbart. (…) Ebenso gut wie die Handlung durchdacht ist, ist die Darstellung meisterhaft. Karl Götz, der die Gestalt des berühmten Gelehrten und Professors verkörpert, ist für diese Rolle wie geschaffen. (…) Magda Sonja schafft als Darstellerin der Blinden eine künstlerische Figur ersten Ranges. Im Leiden und schrecklichen Erwachen packt sie uns mit ihrer großen Kunst in tiefster Seele und erschüttert uns. Ziehen wir noch in Betracht, daß auch die ganze Aufmachung des Films, welche wahre Gemälde uns vor Augen führt, sich des wertvollen Sujets würdig zeigt, so kommen wir zu dem erfreulichen Resultate, es mit einer Filmschöpfung erster Güte unserer heimischen Sascha-Messter-Filmfabrik zu tun haben.“